# Öresundskanalen
Öresundskanalen var en TV-kanal under ledning av Lasse Holmqvist som startades 1995. 
Lasse Holmqvist ledde tillsammans med bland andra Britt Bass det egna projektet Öresundskanalen, som var tänkt som  en svensk-dansk lokalkanal i Öresundsregionen. Kanalen sände tre timmar om dagen i TV 21. Projektet drabbades av ekonomiska problem och kanalen lades ner 1996.